# Диулин, Александр Иосифович
Александр Иосифович Диулин (20 сентября 1919, Хмелевая, Урицкий район — 7 августа 1981, Солигорск, Минская область) — стрелок 1052-го стрелкового полка (301-й стрелковой Сталинской ордена Суворова 2-й степени дивизии, 9-го Краснознамённого стрелкового корпуса, 5-й ударной армии) сержант, участник Великой Отечественной войны, кавалер ордена Славы трёх степеней.

## Биография
Родился 20 сентября 1919 года в деревне Хмелевое (ныне Урицкого района Орловской области) в крестьянской семье. Русский. Окончил среднюю школу и специальные курсы, работал электромехаником.
В Красной армии с 1940 года. В боях Великой Отечественной войны с июня 1941 года, встретил её начало в Молдавии.
Стрелок 1052-го стрелкового полка (301-я стрелковая дивизия, 9-й стрелковый корпус 5-я ударная армия, 3-й Украинский фронт) красноармеец Александр Диулин в бою у населённого пункта Гончий Брод, расположенного в двадцати километрах юго-восточнее украинского города Ковель, (ныне Волынской области) в начале сентября 1944 года уничтожил вражескую пулемётную точку и четверых гитлеровцев, а пятого взял в плен.
Приказом по 301-й стрелковой дивизии от 27 сентября 1944 года красноармеец Диулин Александр Иосифович награждён орденом Славы 3-й степени.
Прямо на поле боя командир 301-й стрелковой дивизии полковник Антонов В. С. вручил красноармейцу Диулину заслуженную награду.
14 января 1945 года, стрелок 1052-го стрелкового полка (301-я стрелковая дивизия, 9-й стрелковый корпус, 5-я ударная армия, 1-й Белорусский фронт), при прорыве обороны неприятеля в районе польского города Варка, расположенного в пятнадцати километрах южнее польской столицы Варшавы (Польша), красноармеец Александр Диулин первым достиг траншеи противника и подорвал гранатой пулемёт.
15 января 1945 года при форсировании реки Пилица в бою в районе польского села Марыник отважный воин огнём из автомата истребил свыше десятка гитлеровцев.
Приказом по 5-й ударной армии от 13 февраля 1945 года красноармеец Диулин Александр Иосифович награждён орденом Славы 2-й степени.
23 апреля 1945 года сержант Александр Диулин в числе первых в 1052-м полку (301-я стрелковая дивизия, 9-й стрелковый корпус, 5-я ударная армия, 1-й Белорусский фронт) преодолел реку Шпре в районе города Трентов (Германия) и принял бой на западном берегу. Метким огнём Диулин уничтожил свыше десяти вражеских пехотинцев и подбил гранатами гитлеровский танк.
Указом Президиума Верховного Совета СССР от 15 мая 1946 года за отвагу и храбрость, проявленные в боях с немецкими захватчиками в Великой Отечественной войне сержант Диулин Александр Иосифович награждён орденом Славы 1-й степени. Стал полным кавалером ордена Славы.
Однако только в год 20-летия Победы, в мае 1965 года, заслуженная в боях награда нашла своего героя.
После демобилизации в 1946 году А. И. Диулин жил в посёлке городского типа Хайдаркен Ошской области Киргизии, в городе Свердловске (ныне Екатеринбург), где в 1953 году окончил факультет злектромеханизмов на подземных работах института технической учёбы (ныне Свердловский горный институт). Переехал в город Солигорск Минской области Белоруссии, с 1964 по 1980 год работал в производственном объединении «Беларуськалий» начальником электрического цеха.
Скончался 7 августа 1981 года. Похоронен в городе Солигорск.

## Награды
- орден Октябрьской Революции
- Орден Отечественной войны I степени (6.04.1985)[3]
- Орден Славы 1-й степени (15 мая 1946)[2]
- Орден Славы 2-й степени (2 февраля 1945 )[4][2]
- Орден Славы 3-й степени (27 сентября 1944)[5][2]
- Медаль «В ознаменование 100-летия со дня рождения Владимира Ильича Ленина» (6 апреля 1970)
- Медаль «За победу над Германией в Великой Отечественной войне 1941—1945 гг.» (9 мая 1945[6])
- Юбилейная медаль «Двадцать лет Победы в Великой Отечественной войне 1941—1945 гг.» (7 мая 1965[7])
- Юбилейная медаль «Тридцать лет Победы в Великой Отечественной войне 1941—1945 гг.»[8]
- Медаль «Ветеран труда»
- Юбилейная медаль «30 лет Советской Армии и Флота»[9]
- Юбилейная медаль «40 лет Вооружённых Сил СССР»[10]
- Юбилейная медаль «50 лет Вооружённых Сил СССР» (26 декабря 1967[11])
- Юбилейная медаль «60 лет Вооружённых Сил СССР» (28 января 1978[12])
- Знак «25 лет победы в Великой Отечественной войне» (1970)
- ряд медалей
- Заслуженный рационализатор Киргизской ССР

## Память
На могиле героя установлен надгробный памятник.